# Alex Sharpe

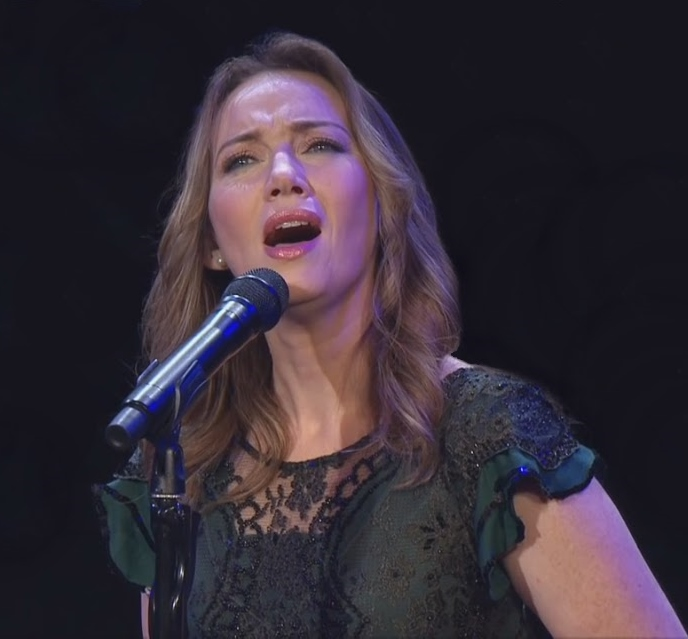
Alex Sharpe

Alex Sharpe (* 4. Mai 1972 in Irland) ist eine irische Sängerin. Sie wurde vor allem durch ihre Mitgliedschaft in der Gruppe Celtic Woman bekannt.

## Karriere
Sie begann ihre Karriere als Dorothy in Der Zauberer von Oz im Olympia Theatre in Dublin. Danach spielte sie Janet in The Rocky Horror Show, die junge Sally in Follies in Concert, Jenny in Aspects of Love und Mila in Aloha Kamano von Sean Purcell. Des Weiteren spielte sie Éponine in Les Misérables von der Cameron Mackintosh Company in England und Irland und auf der Konzerttour von Les Misérables. Sharpe erschuf die Rolle der Bernadette im Musical The Beautiful Game von Andrew Lloyd Webber und Ben Elton. Als sie nach Irland zurückkehrte, spielte sie die Rolle der Kate Foley in The Wireman im Gaiety Theatre.
Sharpe hat im isländischen Royal Philharmonic Orchestra, im Danish National Symphony Orchestra und im RTÉ Concert Orchestra gesungen. Sie machte Aufnahmen für den Evita-Soundtrack mit Madonna. Außerdem spielte sie in einem Konzert für die Hilfsorganisation The Prince's Trust im Mayflower Theatre. 2006 reiste sie nach Chicago, um bei der Premiere vom Musical The Pirate Queen als Direktorin mitzuwirken.

### Celtic Woman
Als Lisa Kelly wegen ihrer Schwangerschaft die Celtic Woman verließ, wurde Sharpe für das Jahr 2008 Mitglied. Sie sagte: „It's a different style than I'm used to. But I've enjoyed learning the technique. My background is musical theatre, so this is something very different for me...But my philosophy is, you're always growing as a performer. There's always so much to learn.“ (Deutsch etwa: „Es ist ein anderer Stil als der, den ich gewohnt bin. Aber ich mag es, die Technik zu lernen. Mein beruflicher Hintergrund ist eigentlich das Musical, also ist das etwas anderes für mich ... Aber meine Philosophie ist, als Künstler wächst man immer. Da gibt es immer so viel zu lernen.“) Als sie Mitglied der Gruppe wurde, sagte sie, dass sie mit der Musik der Gruppe nicht vertraut sei; „I'd never seen any of their shows...David (Downes, Komponist und musikalischer Direktor der Celtic Woman) gave me a CD and some DVDs, and that was the first time I'd seen any of it.“ (Deutsch: „Ich hatte noch nie eine von ihren Shows gesehen ... David gab mir eine CD und einige DVDs und das war das erste Mal, dass ich etwas von ihnen gesehen habe.“)
Im Jahr 2009 wurde Sharpe Vollmitglied, da sie den Platz von Órla Fallon einnahm, als diese die Gruppe verließ. Sie tourte mit der Gruppe 2009 auf der Isle of Hope-Tour und wirkte auf der CD und DVD Songs from the Heart mit, welche im Januar 2010 veröffentlicht wurde. Von Februar bis Mai 2010 tourte die Gruppe im Rahmen ihrer Songs from the Heart Tour durch Nordamerika. Im Mai 2010 kündigte sie an, Celtic Woman zu verlassen, um ganztägig mit ihrer Familie zusammen zu sein.

## Privatleben
Sharpe ist Mitglied der Church of Jesus Christ of Latter-day Saints. 2002 bekam sie einen Sohn.

## Diskografie
| Album                                                   | Release |
| ------------------------------------------------------- | ------- |
| Celtic Woman: The Greatest Journey Essential Collection | 2008    |
| Celtic Woman: Songs from the Heart                      | 2010    |
| Be Still My Soul                                        | 2014    |